# セクスタプレッツ ～オレって六つ子だったの?～
『セクスタプレッツ 〜オレって六つ子だったの?〜』（原題:Sextuplets）は2019年に配信されたアメリカ合衆国のコメディ映画である。監督はマイケル・タイデス、主演はマーロン・ウェイアンズが務めた。

## 概略
38歳のアラン・ダニエルズは第一子が生まれる直前になって、急に実の母親に会いたくなった。母親の居場所を探す過程で、アランは自分が六つ子として出生していたことを知り、5人の兄弟（ラッセル、ドーン、ジャスパー、イーサン、ベイビー・ピート）にも会いに行くことにした。アランは最初に会ったラッセルと一緒に他の4人を訪ねる旅に出たが、その旅の中で家族の素晴らしさを学ぶことになった。

## キャスト
※括弧内は日本語吹替。
- マーロン・ウェイアンズ - アラン・ダニエルズ/ドーン/ラッセル/イーサン/ジャスパー/リネット・スペルマン/ベイビー・ピート（櫻井トオル）
- ブレシャ・ウェッブ - マリー・ダニエルズ（武田華）
- モリー・シャノン（斎藤恵理） - リンダ
- グリン・ターマン（楠見尚己） - リーランド
- マイケル・イアン・ブラック - ダグ
- デビ・モーガン - ジャネット
- グレース・ジュノット - グリーンバーグ医師
- ロバート・プラルゴ - セオドア・ウィリアムズ医師
- ジェイソン・グレアム - エリス医師

日本語吹替その他：桜岡あつこ、下川涼、石井未紗、藤翔平、岡本幸輔、水神のりこ、夏目あり沙、石黒史剛
日本語版制作スタッフ　演出：打越領一、翻訳：大嶋えいじ、録音：中倉泉、録音スタジオ：オムニバス・ジャパン、制作：ACクリエイト

## 製作・マーケティング
2018年8月27日、マーロン・ウェイアンズとブレシャ・ウェッブが本作に出演することになったと報じられた。10月23日、モリー・シャノン、グリン・ターマン、マイケル・イアン・ブラックがキャスト入りした。2019年8月2日、本作のオフィシャル・トレイラーが公開された。9日、ジョン・デブニーが本作で使用される楽曲を手掛けるとの報道があった。

## 評価
本作は批評家から酷評されている。映画批評集積サイトのRotten Tomatoesには14件のレビューがあり、批評家支持率は14%、平均点は10点満点で2.8点となっている。また、Metacriticには5件のレビューがあり、加重平均値は21/100となっている。